# مارلين هال باتل
مارلين هال باتل (بالإنجليزية: Marilyn Hall Patel)‏ هي قاضية ومحامية أمريكية، ولدت في 2 سبتمبر 1938 في أمستردام في الولايات المتحدة.